# (289) Nenetta
(289) Nenetta ist ein Asteroid des äußeren Hauptgürtels, der am 10. März 1890 vom französischen Astronomen Auguste Charlois am Observatoire de Nice entdeckt wurde.
Der Name leitet sich vom französischen Wort „Nénette“ ab, der Begriff aus dem Argot bezeichnet sympathischerweise einfach ein Mädchen, nicht unbedingt ein frivoles. Siehe auch den Kommentar bei (295) Theresia und (494) Virtus.

## Wissenschaftliche Auswertung
Aus Ergebnissen der IRAS Minor Planet Survey (IMPS) wurden 1992 Angaben zu Durchmesser und Albedo für zahlreiche Asteroiden abgeleitet, darunter auch (289) Nenetta, für die damals Werte von 33,7 km bzw. 0,24 erhalten wurden. Eine Auswertung von Beobachtungen durch das Projekt NEOWISE im nahen Infrarot führte 2012 zu vorläufigen Werten für den Durchmesser und die Albedo im sichtbaren Bereich von 37,6 km bzw. 0,89. Die Albedoangabe besitzt aber eine sehr hohe Unsicherheit.
Bei spektrophotometrischen Untersuchung von Asteroiden der seltenen Spektralklasse A mit der Infrared Telescope Facility (IRTF) am Mauna-Kea-Observatorium auf Hawaiʻi am 16. April 1983 konnte festgestellt werden, dass (289) Nenetta deutliche Anzeichen einer olivinreichen Oberflächenzusammensetzung aufweist, ohne dass es Hinweise auf Pyroxen oder Plagioklas gab, was darauf schließen ließ, dass das Olivin recht rein sein könnte. Asteroiden mit nahezu reinen Olivinspektren ohne Pyroxenbänder waren bis dahin unbekannt. Neue Beobachtungen mit der IRTF am 17. Februar 2003 konnten die monomineralische Olivin-Natur von (289) Nenetta bestätigen, wobei die Zusammensetzung am ehesten derjenigen von Brachiniten entspricht, obwohl Rumuruti-Chondriten nicht vollständig ausgeschlossen werden konnten.
Photometrische Messungen des Asteroiden fanden erstmals statt vom 8. bis 11. September 1985 am La-Silla-Observatorium in Chile. Die aufgezeichnete Lichtkurve wurde damals zu einer Rotationsperiode von 6,902 h ausgewertet. Am 24. und 25. September 1990 wurden an der Außenstelle Tschuhujiw des Charkiw-Observatoriums in der Ukraine neue Messungen des Asteroiden durchgeführt. Aus der gewonnenen unvollständigen Lichtkurve konnte aber keine Rotationsperiode abgeleitet werden.
Aus weiteren Beobachtungen vom 10. bis 12. Dezember 2010 am Evelyn L. Egan Observatory der Florida Gulf Coast University wurde ein Wert von 6,914 h abgeleitet, während photometrische Messungen vom 18. Mai bis 18. Juni 2018 am Organ Mesa Observatory in New Mexico zu einer Rotationsperiode von 6,916 h führten. Vom 9. August bis 4. September 2019 erfolgte durch eine Zusammenarbeit innerhalb der Italian Amateur Astronomers Union (UAI) an zwei Observatorien in Italien eine erneute Bestimmung der Rotationsperiode zu 6,916 h.
Aus archivierten Daten des Asteroid Terrestrial-impact Last Alert System (ATLAS) aus dem Zeitraum 2015 bis 2018 wurden dann in einer Untersuchung von 2020 mit der Methode der konvexen Inversion für ein dreidimensionales Gestaltmodell des Asteroiden zwei alternative Positionen für die Rotationsachse mit einer retrograden Rotation sowie eine Periode von 6,9160 h bestimmt. Aus den Daten von ATLAS konnte in einer Untersuchung von 2022 mit der Methode der konvexen Inversion noch einmal eine Rotationsperiode von 6,91596 h bestimmt werden.